# Santuario de Montserrat
Enclavado en el corazón de la montaña más emblemática de Cataluña y a tan sólo 60 kilómetros de Barcelona, el Santuario de Montserrat se esconde en medio de un paisaje único y espectacular. La gran devoción existente por la Virgen de Montserrat, unida a la singularidad del entorno y la importancia cultural del monasterio, hacen de Montserrat un lugar diferente. Y es que Montserrat, además de santuario, es monasterio y montaña. He aquí la característica que distingue a este destino mariano.
El santuario de Montserrat junto con el Santuario de Torreciudad, santuario del Pilar y el Santuario de Lourdes conforman la Ruta mariana , itinerario guiado por la espiritualidad y devoción mariana, poseedor de una gran riqueza turística, patrimonial, rural, gastronómica y natural.
El principal destino sagrado de Cataluña ha sido desde siempre un lugar muy reconocido y apreciado por muchos y variados motivos. No en vano, recibe anualmente la visita de más de 2 millones de personas. Diariamente, peregrinos y fieles de todos los rincones vienen a adorar a Nuestra Señora, conocida popularmente como La Moreneta. A este reconocimiento han contribuido de manera continuada los monjes benedictinos que viven en el monasterio. Ellos son los que cuidan de la Virgen, atienden al peregrino y llevan a cabo la labor de guardar y preservar la cultura y el arte.
Esta diversidad y pluralidad que proyecta Montserrat al exterior hace que las personas que se acercan hasta aquí lo hagan por diferentes motivaciones: por venerar a la Virgen, por disfrutar del paraje natural, por admirar el patrimonio artístico o simplemente por realizar una visita turística.